# Afrički slon
Afrički slon (lat. Loxodonta africana) vrsta je slona. To je najveći živući kopneni sisavac na Zemlji. Ranije se šumski slon (Loxodonta cyclotis) smatrao podvrstom afričkog slona, no danas se, na temelju analize DNK, smatra zasebnom vrstom. Kako bi ih se razlikovalo, afričkog slona često nazivaju i stepskim ili savanskim slonom.  

## Rasprostranjenost
Afrički slonovi ranije su živjeli na područjima između Sahare i juga Afrike i na područjima od zapadne obale Afrike od Atlantskog oceana pa sve do istočne obale Afrike, odnosno do obala Indijskog oceana. Trenutačno je njihova populacija ograničena na nekoliko nacionalnih parkova i fondova u južnoj Africi zbog krivolova i uništavanja njihovih staništa. Njihovo je endemsko područje etiopska regija.                     

## Stanište
Staništa u kojima žive vrlo su različita. Žive pretežno u savanama, no često ih se sreće i u močvarama i riječnim dolinama. Rijetko zalaze u šume, to je stanište šumskih slonova, a u pravilu ne nastanjuju niti pustinje. Jedini je izuzetak pustinja Namib u kojoj živi jedna populacija koja se prilagodila tim uvjetima. Pored toga, slonove se može sresti i u planinama do visine od 5.000 m, ali su oni ipak životinje nizina.
Jako malo vrsta može prilagoditi svoj vlastiti okoliš kao što to slonovi mogu. Oni uništavaju grmlje, izvlače stabla do korijenja i gomilaju blato što može dovesti do erozije. Ovo uništenje također pretvara šumovita područja u travnjake koji su potrebni životinjama koje pasu. Slonovi stvaraju vodene jame kopanjem u suhim koritima rijeke. Oblažu se blatom s rubova vodenih izvora kako bi se zaštitili od sunca i parazita i tako povećavaju vodene jame. Oni mogu napraviti nove, ali i povećati postojeće špilje u potrazi za neophodnim mineralima, naročito soli. Te špilje koriste kao stanište i sklonište za mnoge različite vrste. Kada slonovi hodaju uskomešaju kukce što koriste ptice koje se hrane kukcima, ali i one koje jedu sjeme biljki koje prolazi kroz probavni sustav slonova neprobavljeno.
Afrička jajasta biljka (Solanum aethiopicum) raste samo nakon što prođe kroz njihov probavni sustav i bude ognojena slonovskom balegom.   

## Građa tijela
Afrički slon najteža je životinja u skupini onih koje obitavaju na kopnu i druga najviša u životinjskom carstvu. Njihova težina varira od 3.600 do 7.500 kilograma, prosječna težina je oko 4.540 kilograma. Afrički su slonovi spolno dimorfne životinje. Mužjaci su veći od ženki. Visina mužjaka može doseći i do 400 centimetara, dok visina ženki iznosi oko 3 metra. Dužina tijela im se kreće od 600 pa do 750 centimetara, a rep je nešto duži od 100 centimetara. 
Prosječna dužina ušiju iznosi oko 120-125 centimetara, dok im promjer može doseći i do 2 metra. To je jedna od najuočljivijih razlika s Azijskim slonom. Slonovi nemaju znojne žljezde i ne znoje se, pa im uši služe za rashlađivanje. Dobro su prokrvljene i kroz njih može proteći i rashladiti se i do 14 litara krvi u minuti. 
Imaju jedinstven nos, surlu, koja se razvila spajanjem s gornjom usnom i nema koštane konstrukcije. Surla je obično duga 150 centimetara i teška oko 135 kilograma. Očnjaci su im razvijeni u kljove duge oko 245-250 centimetara koje mogu zajedno težiti i do 120 kilograma. Jedini preostali zubi koje imaju četiri su kutnjaka koji se, nakon što se istroše, mijenjaju tri puta kroz njihov životni vijek. Ako doživi dovoljno dugo, kad mu se potroše i treći put narasli kutnjaci, više ne može žvakati i ugiba od gladi. 
Afrički slonovi imaju tamnosivu kožu koja je prekrivena s crnim dlakama koje se "potroše" tijekom godina. Zbog toga su odrasli većinom bez dlaka. Debljina njihove kože kreće se od 2 pa do 4 centimetara, ali ipak je muhe, komarci i paraziti mogu probiti.

## Način života i razmnožavanje
Životni vijek slonova jedan je od najduljih u svijetu sisavaca – oko sedamdeset godina. Njihova se starost može odrediti uspoređivanjem visine tijela ili dužine kljova s vodećom ženkom krda (matrijarh). Tu su i kompliciranije metode kao što je mjerenje mase očne leće slona koji je nedavno umro. Njihove se uši savijaju prema tijelu tijekom starenja. Također mogu oboliti od artritisa, tuberkuloze ili krvnih bolesti kao što je septikemija (trovanje krvi). Slučajna smrt može nastupiti ako slon padne niz brijeg ili ako izgubi borbu s drugim slonom. Smrt izazvana krivolovom premašuje bilo kakve prirodne ili slučajne razloge uginuća kod slonova.
Afrički slonovi putuju danju ili noću u neteritorijalnim krdima koja mogu dostići i brojku od 200 slonova, čak i tisuću tijekom kiša. Njihovo se društvo temelji na socijalnoj matrijarhijskoj zajednici. Matrijarh je najstarija ženka koja vodi klan koji obično čini od 9 pa do 11 slonova. Samo su blisko srodne ženke i njihovo potomstvo dio ovog krda zato što mužjaci jednom kada postanu spolno zreli napuštaju krdo u kojem su rođeni i odrasli, i nastavljaju samotnjački život. Dobrobit krda ovisi o vodstvu matrijarha. Ona odlučuje kada se odmaraju, kupaju, jedu ili piju, te kada treba napustiti neko područje jer su rezerve hrane iscrpljene. Pored toga, o sjećanju matrijarhinje ovisi sudbina krda u razdobljima velike suše. Ona se tada mora sjetiti mjesta na kojem je bila u mladosti, a gdje je sigurno da će krdo naći vodu.
Kako matrijarhinja počinje biti ograničena starenjem, oko 50-60 godine, sljedeća je najstarija ženka u krdu zamjenjuje i ona biva ili napuštena ili sama odlazi. Ženke u krdu vježbaju majčinstvo tako što bivaju zamjenske majke mladunčadi drugih slonica. Dok odrasli spavaju, ove zamjenske majke moraju zaštiti bebe i vratiti ih ako odlutaju predaleko. Mužjaci ostavljaju krdo kada dostignu spolnu zrelost i putuju sami ili u krdu drugih mladih mužjaka. Oko dvadeset i pete godine počinju se natjecati za ženke. Slonovi demonstriraju svoju dominaciju dizanjem glave, surle i ušiju. Također udaraju ušima, tresu glavom, tutnjaju i rade zvukove slične trubi. Potčinjenost pokazuju ravnanjem ušiju, spuštanjem glave, kolebanjem i trljanjem očiju. 
Afrički slonovi tipično su aktivni tijekom dana, ali krda u područjima visoke ljudske aktivnosti često postaju primarno noćne životinje.

### Hranidbene navike
Slonovi jedu vegetaciju kao što je lišće, korijenje, kora drveta, trava i voće. Svaki dan mogu pojesti od 100 do 300 kilograma hrane i popiti i do 190 litara vode. Tijekom kišnih razdoblja slonovi jedu travu i bilje slično papirusu (Cyperus papyrus) i biljku zvanu "mačji rep" (Typha augustifolia). Tijekom sušnih razdoblja u savani jedu lišće skupljeno s trnovitih stabala, često akacija, i grmlja. Močvare su zadnje mjesto kamo će ići po hranu zbog toga što močvarna vegetacija sadrži malo hranjivih tvari. Doduše, umirući su slonovi često nađeni u ovim područjima zbog toga što je ova vegetacija mekša, a starim slonovima često nedostaju zubi.

### Grabežljivci
Većina odraslih slonova nije ugrožena od grabežljivaca. Krivolovci su jedini predatori odraslih slonova, ali se može dogoditi da poneko mladunče ugrabe lavovi ili hijene. Ako osjete blizinu grabežljivca, najveći slonovi instiktivno okupljaju mladunčad na hrpu oko matrijarha. Zatim oblikuju krugove oko skupine ranjivijih pripadnika krda, koji čine zaštitu koju grabežljivci ne mogu probiti. 

### Razmnožavanje
Slonovi nemaju specifičnu sezonu parenja. Tijekom kišnih razdoblja reprodukcijska je stopa viša dok sušni uvjeti rezultiraju nižom reprodukcijskom stopom. Nakon razdoblja skotnosti koje traje 22 mjeseca, rađa se jedno mladunče teško oko 120 do 130 kilograma. Dvoje je mladunčadi rijetkost. Kratko vrijeme nakon rođenja, ono je već sposobno instiktivno pratiti svoju majku. Ženke imaju mladunče svakih četiri do devet godina. Starija se mladunčad odvikava od sisanja nekoliko mjeseci prije nego što se okoti sljedeći mladunac. Spolnu zrelost ženka dosiže u dobi između 10 i 12 godina.

## Odnos ljudi i slonova
Ljudi su ranije izvlačili korist od bjelokosti koja je bila upotrebljavana za nakit, skulpture, tipke za klavire i oruđa. Njihova koža je ponekad bila upotrebljavana za odjeću i pokrivače, a lokalni ljudi jeli su njihovo meso.
Ekoturističke aktivnosti omogućile su da se afrički slonovi vide u divljini i upravo to omogućuje značajne izvore prihoda za neke regionalne ekonomije u Africi.
Slonovi jedu dnevno velike količine hrane, a često u svom prirodnom staništu zbog njegovog uništavanja od strane ljudi, više ne mogu pronaći dovoljne količine. Lutanje u potrazi za hranom ponekad rezultira uništenjem usjeva i oštećivanjem sela, što sa sobom donosi netrpeljivost i ogorčenje mjesnog stanovništva.

## Status ugroženosti
Afrički savanski slon nalazi se na crvenom popisu IUCN-a ugroženih vrsta. Analiza 334 lokaliteta kroz čitav geografski raspon vrste ukazuje na pad populacije od 50% tijekom zadnje tri generacije (75 godina). Kao što je slučaj i kod afričkog šumskog slona, taj trend nije univerzalan za sve podpopulacije; neke su stabilne, a neke podpopulacije koje se nalaze u kontroliranim rezervatima su čak i u porastu, što je dobar pokazatelj da mjere zaštite polučuju uspjehom.
Akt o očuvanju afričkog slona iz 1988. godine danas se provodi, a on zabranjuje bilo kakvo trgovanje slonovačom. Status vrste promijenjen je na CITES-ovoj listi, to jest prije je bila dozvoljena kontrolirana trgovina bjelokošću, a sada je potpuno zabranjena. 
Iako neki programi očuvanja slonova nude nagrade i naknadu štete koju počine slonovi na usjevima, ljudi su učinili pomake kako bi očuvali slonove i naučili živjeli zajedno s njima bez ikakve novčane nagrade. Stanice koje se bave očuvanjem slonova postoje u Africi, a društva koja ih podupiru postoje diljem svijeta u Kamerunu, Engleskoj, Njemačkoj, Keniji, Nizozemskoj, Šri Lanki, Južnoafričkoj Republici, Zimbabveu, Švedskoj, Tanzaniji, Tajlandu i u Sjedinjenim Američkim Državama. Neki parkovi i druga područja koja ljudi sve više naseljavaju, moraju kontrolirati broj slonova takozvanim kontroliranim ubijanjem ili ih raseljuju na područja koja ih nemaju dovoljno, jer ekosustav na određenom području može bez trajnih posljedica prehraniti samo određeni, ograničeni broj slonova.

## Zanimljivosti
Slon će žrtvovati život da pomogne ranjenom pripadniku krda. Zna kopati rupe za vodu. Kada napada ne diže surlu, nego je pažljivo smota i prisloni na grudi. Često jednom slonu za prehranu mogu biti potrebna 2,5 km2 šume. Slonovi se često pare u vodi, a za ovo im uz veliku buku treba oko pola sata. Jedine su životinje gdje se u mužjaka, a ne u ženke, osjeti vrijeme parenja. Ženke imaju vimena među prednjim, a ne među stražnjim nogama. Ako slon stražnjim nogama udari o tlo, čovjek koji se nađe u blizini može oglušiti. Petorica do šestorica krivolovaca potroše tri dana derući kožu s usmrćenog slona, a cijeli dan trebaju posvetiti vađenju kljova koje su obično teške oko 40 kg.